# Фурми
Фурми́ (фр. Fourmies) — коммуна во Франции, регион О-де-Франс, департамент Нор, округ Авен-сюр-Эльп, центр одноименного кантона. Расположена в 60 км к юго-востоку от Валансьена и 8 км от границы с Бельгией, в 12 км от национальной автомагистрали N2. В центре коммуны находится железнодорожная станция Фурми линии Лилль-Ирсон.
Население (2017) — 11 727 человек.

## История

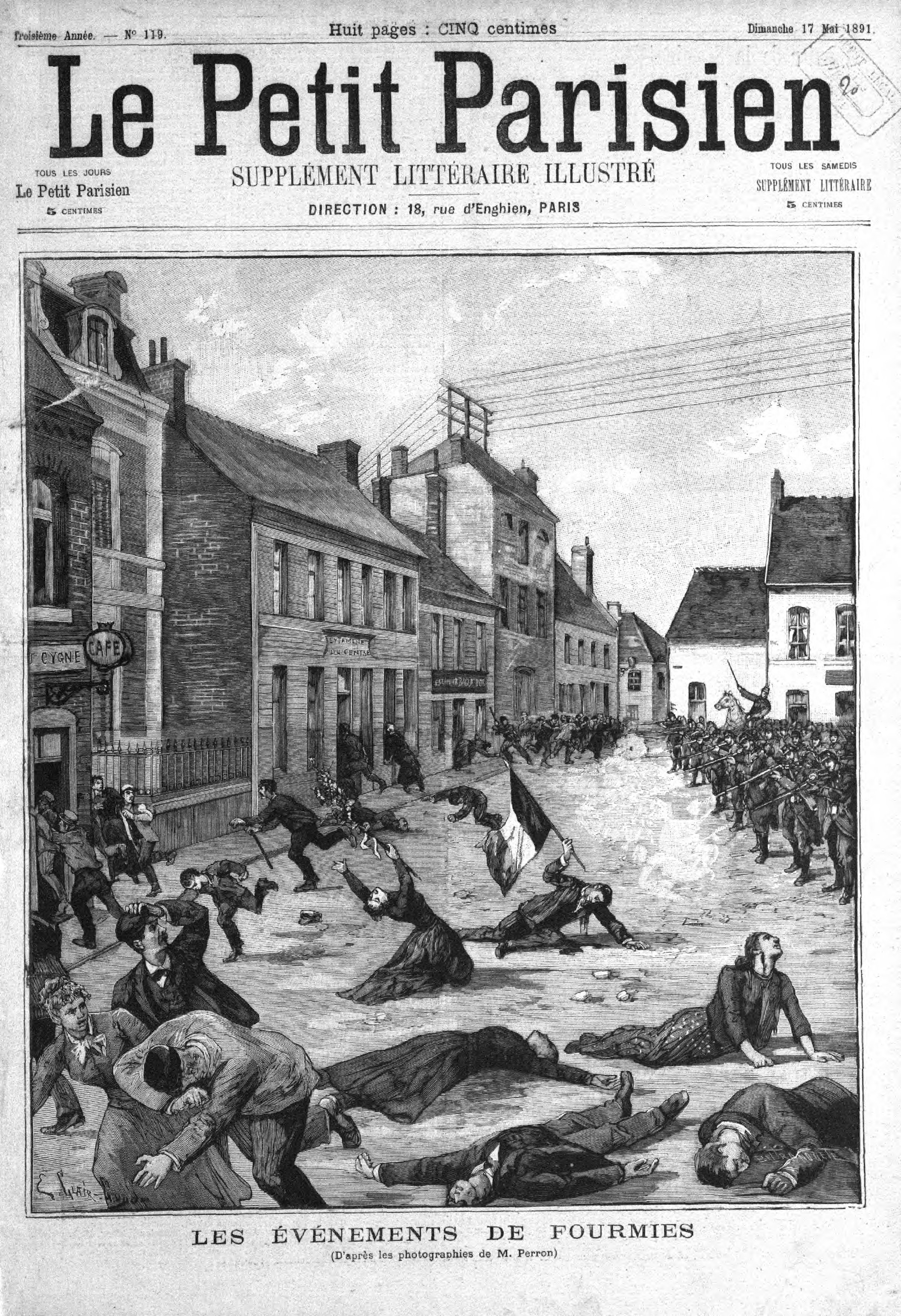
Расстрел в Фурми. Обложка «Le Petit Parisien» от 17 мая 1891 года

1 мая 1891 произошло событие, вошедшее в историю как «Расстрел в Фурми». В этом году во Франции и во всём мире впервые проходило празднование Дня всемирной солидарности трудящихся. В Фурми войска открыли огонь по мирной демонстрации — 9 человек было убито, из них 8 были моложе 21 года. 35 человека были ранены. Среди убитых была Мари Блондо, молодая работница, ставшая символом этих событий.
Стрельба в Фурми 1 мая вызвала шквал негодования по всей Франции. Социалист Поль Лафарг за выступления в Фурми попал в тюрьму, но снискал тем самым себе доверие народа, став «кандидатурой протеста» — он был избран депутатом парламента на дополнительных выборах. Современные историки считают его одной из главных предпосылок образования Французской секции Рабочего Интернационала.

## Достопримечательности
- Церковь Святого Петра
- Церковь Нотр-Дам
- Шато Ла-Марльер
- Музей текстиля

## Экономика
Структура занятости населения:
- сельское хозяйство — 1,1 %
- промышленность — 12,3 %
- строительство — 3,3 %
- торговля, транспорт и сфера услуг — 35,6 %
- государственные и муниципальные службы — 47,6 %

Уровень безработицы (2017) — 29,7 % (Франция в целом — 13,4 %, департамент Нор — 17,6 %). 

Среднегодовой доход на 1 человека, евро (2017) — 15 470 (Франция в целом — 21 110, департамент Нор — 19 490).

## Демография
Динамика численности населения, чел.

## Администрация
Пост мэра Фурми с 2014 года занимает член партии Республиканцы Микаэль Иро (Mickaël Hiraux), представитель кантона Фурми в Совете департамента Нор. На муниципальных выборах 2020 года возглавляемый им правый список одержал победу в 1-м туре, получив 67,11 % голосов.
| Период | Период | Фамилия      | Партия                                   | Примечания                           |
| ------ | ------ | ------------ | ---------------------------------------- | ------------------------------------ |
| 1959   | 1976   | Жюль Ласаль  |                                          |                                      |
| 1976   | 1977   | Марсель Моро | Социалистическая партия                  | учитель                              |
| 1977   | 1995   | Фернан Пешё  | Коммунистическая партия                  | учитель                              |
| 1995   | 2001   | Ален Берто   | Коммунистическая партия                  | работник компании SNCF               |
| 2001   | 2008   | Мартин Ру    | Союз за народное движение                |                                      |
| 2008   | 2014   | Ален Берто   | Коммунистическая партия                  | работник компании SNCF               |
| 2014   |        | Микаэль Иро  | Союз за народное движение, Республиканцы | управленец, член Совета департамента |

## Города-побратимы
- Аренас-де-Сан-Педро, Испания
- Бернбург, Германия
- Фридли, США

## Спорт
Ежегодно в сентябре в Фурми проходит престижная шоссейная однодневная велогонка Гран-при Фурми.

## Галерея

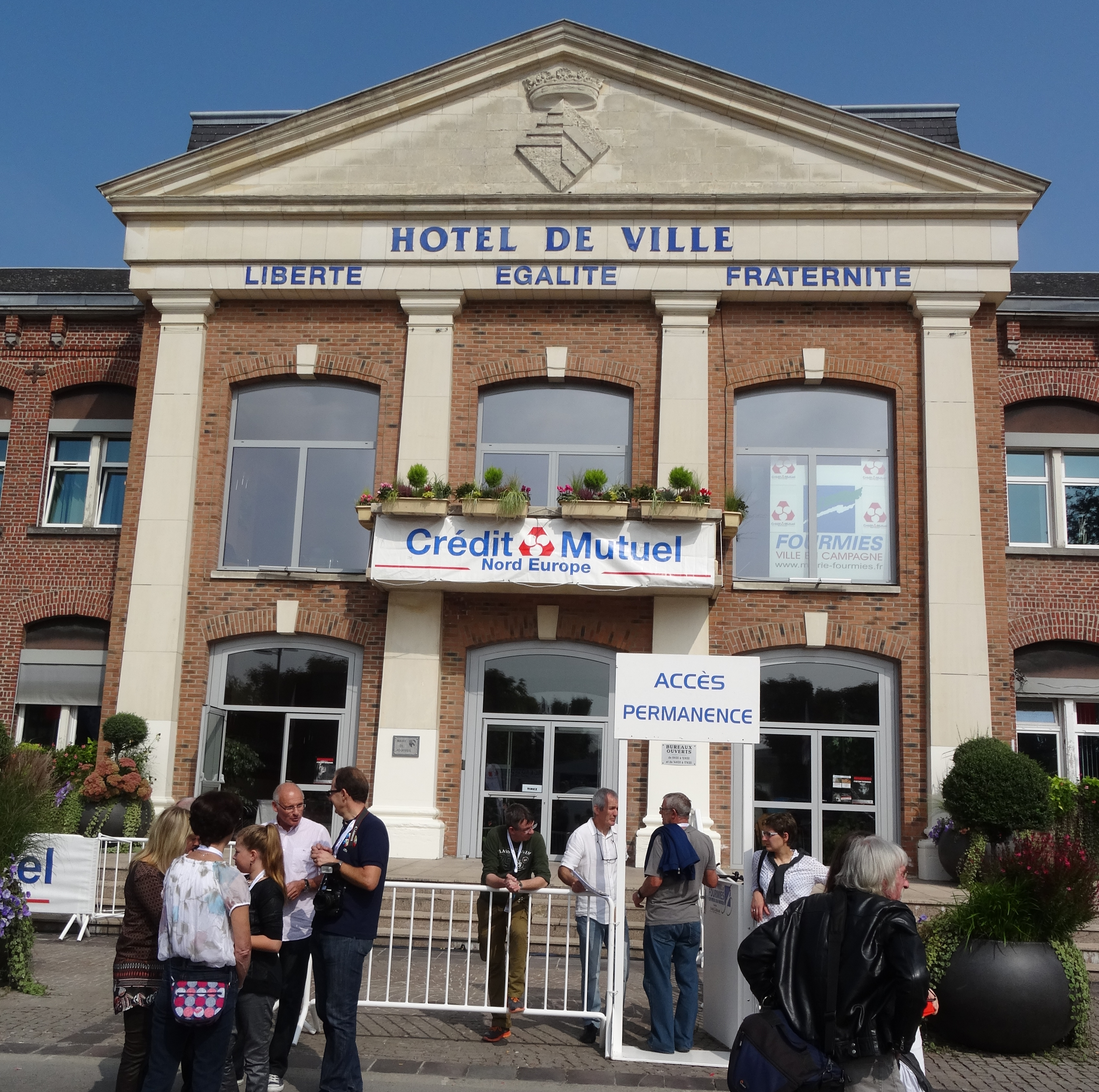
Старт «Гран-При Фурми» 2014 года у мэрии
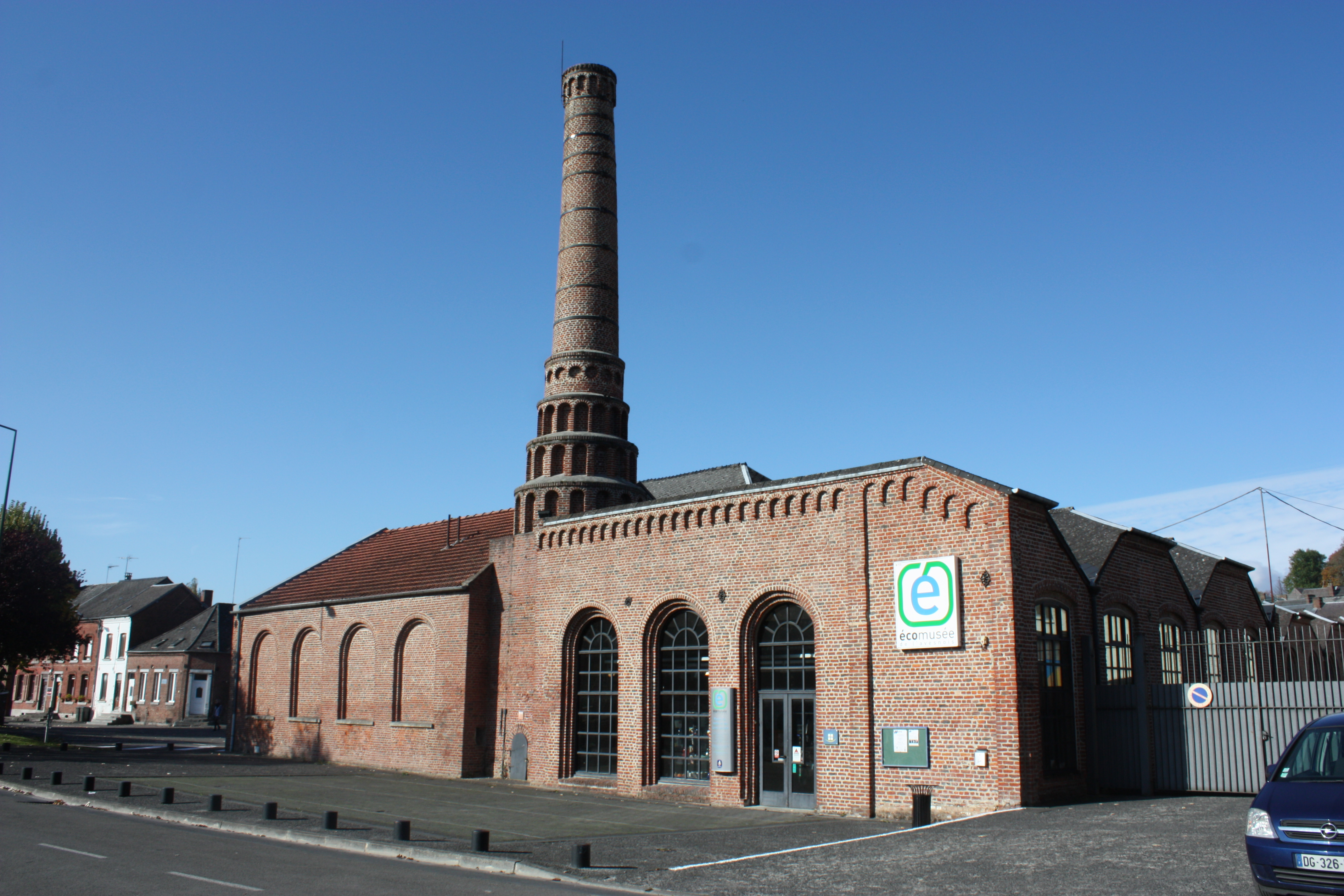
Музей текстиля